# Jiang Gan
En aquest nom xinès, el cognom és Jiang.
Jiang Gan   (Anhui) va ser un assessor del senyor de la guerra Cao Cao durant el període de la tardana Dinastia Han Oriental de la història xinesa.

## En registres històrics
L'única font històrica existent sobre la vida de Jiang Gan és el Jiang Biao Zhuan (江表傳). Al segle v, Pei Songzhi va afegir fragments del Jiang Biao Zhuan a la seva versió anotada del text històric del segle III Registres). dels Tres Regnes (Sanguozhi) de Chen Shou.
Jiang Gan era de la Comandància de Jiujiang (九江郡; que cobria parts de l'actual Anhui al voltant de la regió del riu Huai), que no s'ha de confondre amb la ciutat moderna de Jujiang a la província de Jiangxi. Era guapo i era conegut per ser un excel·lent debatent a les regions de Jiangnan i el riu Huai.
L'any 209, després de la Batalla dels penya-segats vermells, Cao Cao va saber parlar del talent de Zhou Yu i esperava reclutar Zhou Yu per servir sota ell, així que va viatjar en secret a Yang Província i va enviar Jiang Gan per persuadir a Zhou Yu perquè s'unís a ell. Jiang Gan es va vestir senzillament i va portar el seu equipatge tot sol quan va anar a trobar-se amb Zhou Yu.
Zhou Yu va donar la benvinguda personalment a Jiang Gan i li va dir: "Ziyi, t'has esforçat molt. Has viatjat fins aquí només per ser un portaveu de (Cao) Cao?" Jiang Gan va respondre: "Sóc un vell amic teu, però fa anys que no ens posem en contacte. Quan vaig saber que ara t'has fet famós, vaig viatjar aquí per visitar-te i recordar els nostres dies passats, així com per recórrer la regió. . Estàs qüestionant les meves intencions quan em vas dir 'portaveu'?" Zhou Yu va dir: "Potser no sóc tan bo com els músics de l'antiguitat, però encara sé com apreciar una bella peça musical". Zhou Yu va convidar Jiang Gan a sopar amb ell. Després de l'àpat, abans de marxar, Zhou Yu va dir a Jiang Gan: "Tinc una cosa confidencial per atendre, i he de marxar ara. Et tornaré a oferir un altre àpat quan hagi acabat".
Tres dies després, Zhou Yu va portar a Jiang Gan a fer un recorregut pel seu campament, inclosos els seus graners i armeries. Després d'això, Zhou Yu va convidar Jiang Gan a un banquet. Va dir als criats que traguessin alguns articles cars per mostrar a Jiang Gan. Li va dir a Jiang Gan: "En la seva vida, quan un home es troba amb un senyor que realment l'estima, hauria de complir amb el seu deure com a súbdit i establir una relació estreta amb el seu senyor. Ha de seguir les ordres del seu senyor fidelment i compartir riquesa i ai. juntament amb el seu senyor Fins i tot si Su Qin, Zhang Yi i Li Yiji tornant d'entre els morts, no podran afectar la seva lleialtat cap al seu senyor, doncs, com pots esperar que algú canviï la seva lleialtat?" Jiang Gan va riure però no va respondre al que va dir Zhou Yu.
Quan Jiang Gan va tornar del seu viatge, va elogiar a Zhou Yu davant de Cao Cao i va dir que la magnanimitat de Zhou Yu era massa gran per ser descrita amb paraules.

## En la ficció
L'única font històrica existent sobre la vida de Jiang Gan és el Jiang Biao Zhuan (江表傳). Al segle v, Pei Songzhi va afegir fragments del Jiang Biao Zhuan a la seva versió anotada del text històric del segle III Registres). dels Tres Regnes (Sanguozhi) de Chen Shou.
Jiang Gan era de la Comandància de Jiujiang (九江郡; que cobria parts de l'actual Anhui al voltant de la regió del riu Huai), que no s'ha de confondre amb la ciutat moderna de Jujiang a [ [Jiangxi|Província de Jiangxi]]. Era guapo i era conegut per ser un excel·lent debatent a les regions de Jiangnan i el riu Huai.
L'any 209, després de la Batalla dels penya-segats vermells, Cao Cao va saber parlar del talent de Zhou Yu i esperava reclutar Zhou Yu per servir sota ell, així que va viatjar en secret a Yang. Província i va enviar Jiang Gan per persuadir a Zhou Yu perquè s'unís a ell. Jiang Gan es va vestir senzillament i va portar el seu equipatge tot sol quan va anar a trobar-se amb Zhou Yu.
Zhou Yu va donar la benvinguda personalment a Jiang Gan i li va dir: "Ziyi, t'has esforçat molt. Has viatjat fins aquí només per ser un portaveu de (Cao) Cao?" Jiang Gan va respondre: "Sóc un vell amic teu, però fa anys que no ens posem en contacte. Quan vaig saber que ara t'has fet famós, vaig viatjar aquí per visitar-te i recordar els nostres dies passats, així com per recórrer la regió. Estàs qüestionant les meves intencions quan em vas dir 'portaveu'?" Zhou Yu va dir: "Potser no sóc tan bo com els músics de l'antiguitat, però encara sé com apreciar una bella peça musical". Zhou Yu va convidar Jiang Gan a sopar amb ell. Després de l'àpat, abans de marxar, Zhou Yu va dir a Jiang Gan: "Tinc una cosa confidencial per atendre, i he de marxar ara. Et tornaré a oferir un altre àpat quan hagi acabat".